# Заиров, Мухиддин Заирович
Мухиддин Заирович Заиров (тадж. Муҳиддин Зоиров; 12 февраля 1931, к. Лаккон, Исфаринский район, Таджикская ССР, СССР — 19 мая 2018, Душанбе, Таджикистан) — советский таджикский государственный и партийный деятель. Заведующий сельхозотделом ЦК КП Таджикистана (1971—1973). Министр сельского хозяйства Таджикской ССР (1973—1982). Первый секретарь Горно-Бадахшанского обкома КП Таджикистана (1982—1987).

## Биография
Родился 12 февраля 1931 в кишлаке Лаккон Исфаринского района Таджикской ССР (ныне посёлок в Исфаринском районе Согдийской области Республики Таджикистан), в семье дехканина Муллозохира Розикова .
В период учёбы в семилетней школе (1939—1946), рано оставшись сиротой, с пятого класса работал в колхозе наравне с взрослыми.
В 1947 году друг отца, Пулот Абдуллоев, в то время министр Государственного контроля Таджикской ССР, уговаривает дядю Мухиддина Заирова, Узокбоя Розиқова — уважаемого старца кишлака Лаккон — направить племянника в столицу, Сталинабад, на учёбу в государственную школу по подготовке руководящих колхозных кадров при Народном комиссариате земледелия Таджикской ССР, окончание которой приходится на 1949.
Член Всесоюзного ленинского коммунистического союза молодёжи (ВЛКСМ / комсомол) с 1947 года. Член Коммунистической партии Советского Союза (КПСС) с 1953 года.
Выпускник Таджикского сельскохозяйственного института (ТСХИ) (1954).
Затем после окончания учёбы в ТСХИ в 1954 году направляется на работу главным агрономом на Шахринавскую машинно-тракторную станцию.
С 1957 года работал зам. председателя Шахринавского райисполкома — начальником инспекции по сельскому хозяйству, затем с марта 1959 года был избран вторым секретарём Шахринавского райкома КП Таджикистана (03—08.1959).
Учился в Москве Высшей партийной школе при ЦК КПСС — высшее партийно-политическое учебное заведение в СССР (1959—1961):

Сначала несколько лет знал его заочно, а самая первая наша встреча произошла в 1961 году в Кулябском регионе, тогда молодой Мухиддин Заиров по окончании партшколы в Москве был назначен на работу в орготдел ЦК КП Таджикистана. Знающие Мухиддина Заировича отмечают его колоссальную работоспособность, прекрасный характер и человечность— Герой Социалистического Труда М. Б. Бабаев
В 1961—1963 г. работал партийным организатором ЦК КП Таджикистана в Дангаринском территориально-производственном колхозно-совхозном управлении (объединял Яванский и Советский районы).
С 1963 по 1965 г. работал начальником Орджоникидзеабадского производственного колхозно-совхозного управления Таджикской ССР.
С 1965 по 1967 председатель исполкома Орджоникидзеабадского районного Совета депутатов трудящихся Таджикской ССР (район тогда объединял бывшие районы Нурек, Рамит, Рохати, Файзабад и Обигарм).
В 1967—1971 годах он был первым секретарём Кумсангирского райкома КП Таджикистана, в период его работы район ежегодно перевыполнял план по многим показателям, в том числе по заготовке хлопка, за короткий срок были построены: районная больница, школы, детский сад, здания узла связи и райкома партии, автовокзал, кинотеатр, универмаг, бани, сырзавод, жилые дома, была проложена водопроводная линия от реки Пяндж.
Заведующий Сельскохозяйственным отделом ЦК КП Таджикистана (1971—1973). В августе 1971 года побывал в составе делегации СССР по обмену опытом в Сирийской Арабской Республике.

… в те годы Мухиддин Заирович внес весомый вклад в развитие садоводства, виноградарства, производства зерновых, ирригационного строительства, освоение новых земель и улучшение жизненного уровня тружеников села. За этот период многие отрасли агропромышленного комплекса страны получили заметное развитие, особое внимание уделялось хлопководству. Так, при взаимодействии Министерства сельского хозяйства, специалистов отрасли, руководителей районов и областей, руководителей хозяйств и тружеников села в 1980 году был собран рекордный для Таджикистана урожай хлопка, урожайность составила 32,8 центнера с гектара. План заготовки хлопка-сырца был досрочно выполнен 16 октября, до конца сезона было собранно 1 миллион 12 тысяч тонн «белого золота».
Возглавлял делегацию советских специалистов по животноводству в Французской Республике, декабрь 1979 год.
Первый секретарь Горно-Бадахшанского обкома КП Таджикистана (1982—1987) уделял много внимания вопросам развития социально-культурной сферы ГБАО:

… в те годы райцентры ГБАО и сам Хорог изменили свой облик — был составлен генплан Хорога, были возведены многие социально-бытовые, культурные и производственные объекты: в Хороге — здание правительства, базар по Кисловодскому проекту, поликлиника, школы, жилые дома, завод ЖБК, птицефабрика в Буни. Именно его усилиям было составлено технико-экономическое обоснование и начато строительство Памирской ГЭС. Также по инициативе Мухиддина Заировича в Белграде (Югославия) при поддержке председателя Госкомпечати СССР Б. Н. Пастухова была издана книга «Памир», богатая иллюстрациями об истории, природе и быте горного края, заняла достойное место в ряду культурных ценностей Таджикистана. В 1984 году совместно с Мосгорисполком в Ванче был открыт филиал Московского камнеобрабатывающего комбината по переработке Даштакского белоснежного мрамора. Примечательно, что его выступление в Кремле на сессии Верховного Совета СССР (1984) не осталось без внимания. Проведено заседание Президиума Совета Министров СССР, научный форум под руководством президента АН СССР А. П. Александрова — о Памире, о богатейшей природной кладовой минеральных и гидроэнергетических ресурсов, были намечены меры по оказанию практической помощи области, определены возможности создания энергетических объектов, обсуждалась проблема Сарезского озера.
Был избран делегатом XVI, XVII, XVIII, XIX и XX съездов КП Таджикистана, членом ЦК КП Таджикистана, депутатом Верховного Совета Таджикской ССР 6—10 созывов (1963—1984), депутатом Верховного Совета СССР (11-го созыва) (1984—1989).
Побывал за границей в служебных командировках по обмену опытом в Румынии в 1984 и в Германской Демократической Республике в 1986 годах. Пенсионер союзного значения с 1987 года.
Почётный профессор Таджикского аграрного университета имени Шириншо Шотемур (свидетельство № 0044 ПФ от 17 октября 2016).
Умер 19 мая 2018 года на 88-м году жизни в городе Душанбе Республики Таджикистан.

## Награды и звания
- Орден Октябрьской Революции (1971),
- три Ордена Трудового Красного Знамени (1973, 1976, 1981),
- Орден «Знак Почёта»,
- Медаль «За трудовую доблесть» (1965),
- Медаль «В ознаменование 100-летия со дня рождения Владимира Ильича Ленина» (1970),
- Медаль «За отличие в охране государственной границы СССР» (1970),
- медалью Жукова (1997),
- Юбилейная медаль «20 лет государственной независимости Республики Таджикистан» (2011)
- Почётная грамота Президиума Верховного Совета Таджикской ССР (1964),
- Грамота Президиума Верховного Совета Таджикской ССР (1985),
- «Заслуженный работник сельского хозяйства Таджикской ССР» (1985),
- «Отличник сельского хозяйства СССР»[3][4].

## Общественная деятельность
Избирался:
- делегатом XVI, XVII, XVIII, XIX и XX съездов КП Таджикистана 1966, 1971, 1976, 1981 и 1986 гг. — членом ЦК КП Таджикистана (с 1966),
- депутатом Верховного Совета Таджикской ССР (6—10 созывов) (1963—1984),
- депутатом Верховного Совета СССР (11-го созыва) (1984—1989)[5],
- более 10 лет председателем Совета колхозов Таджикистана,
- председателем Комиссии по сельскому хозяйству Верховного Совета Таджикской ССР (ряда созывов),
- председателем правления общества дружбы «СССР — Лаос» (1973—1982),
- членом бюро Таджиксовпрофа по сельскому хозяйству[3][4][5].

## Член редколлегий научных журналов
- журнал «Хлопководство» (орган Минсельхоза СССР, Минводхоза СССР),
- журнал «Сельское хозяйство Таджикистана»[3][4].

## Семья
Отец — Муллозохир Розиков тадж. Муллозоҳир Розиқов (18??—1937) — в последние годы жизни работал председателем сельпо Чилгази Исфаринского района.
Мать — Мирфайзиева Мохинисо тадж. Моҳиниссо Мирфайзиева (1892—1979) — работала колхозницей колхоза им. С. Орджоникидзе.

Жена — Заирова, урождённая Сангинова Лутфия Набиевна (1936—2007) — работала старшим преподавателем в Таджикском политехническом институте более 40 лет.
Сыновья:
- Заиров Анвар Мухиддинович (1960—2013) — выпускник Таджикского сельскохозяйственного института (1982), работал зам. министра мелиорации и водного хозяйства Республики Таджикистан. Жена — Джураева Гулнора Суратовна (р. 1962).
- Заиров Олим Мухиддинович (р. 1968) — выпускник Душанбинского политехнического института (1992), работал в Германской Агро Акции в Таджикистане (2000—2015), с 2016 г. работает в системе Фонда Ага Хана в Таджикистане. Жена — Заирова, урождённая Данилова Наталья Викторовна (р. 1976).
- Дочь — Заирова Фируза Мухиддиновна (р. 1964) — выпускница Таджикского сельскохозяйственного института (1986), кандидат биологических наук (1996), работает зав. отдела науки Душанбинского ботанического сада тадж. Боғи «Ирам».
- Внуки: Нигора (1982), Камила (1987), Мавзуна (1984), Азим (1996), Ситора (1995), Саврина (2000) и Султон (2003)[3][4].

## Память
- Ушел из жизни видный политический, государственный и общественный деятель Таджикистана

## Сочинения
- Мухиддин Зоиров. Солҳо ва одамони наҷиб = Годы и почитаемые люды / А. Давронов, Т. Неккадамов, М. Саидова. — Душанбе: «Шуҷоиён», 2012. — 292 с. — 500 экз. — ISBN 978-99947-69-31-5.
- Мухиддин Зоиров. Бузургонро бузургон зинда медоранд = Великих великие почитают (посвящается 90 летию Джабару Расулову (тадж.) // «Ҷумҳурият». — 2003. — 12 апрели (шум. №40 (20658)).
- Мухиддин Зоиров. Ӯ сохиби фарҳанги воло ва сифатҳои хубу рохбарӣ буд = Обладатель высокой культуры и хороших качеств руководителя — организатора (посвящается 90 летию Абдулахаду Кахарову (тадж.) // «Садои Мардум». — 2003. — 11 декабри (шум. № 131(1631)).
- Мухиддин Зоиров. Ходими намоёни давлатӣ ва ҷамъиятӣ Назаршо Додихудоев = Видный государственный и общественный деятель Назаршо Додихудоев (тадж.) // «Ҷумҳурият». — 2000. — 21 декабри (шум. №105).
- Мухиддин Зоиров. Бузургмарде аз хатлонзамин = Выдающийся Мирали Махмадалиев из Хатлона (посвящается 90 летию Мирали Махмадалиеву (тадж.) // «Ҷумҳурият». — 2004. — 26 феврали (шум. №22 (20788)).

Мухиддин Заиров — автор более тридцати научно-популярных работ по развитию сельского хозяйства, социально-экономического развития колхозов и совхозов, развитию хлопководства и освещению истории социалистической реконструкции сельского хозяйства на основе архивных материалов.